# أمل أدين
أمل أدين (بالبوكمول: Amal Aden) (مواليد 1983)، هو اسم مستعار لكاتبة نرويجية صومالية. تعمل أمل كمؤلّفة ومُحاضرة. وهي عضو بدليل في لجنة شكاوى الصحافة النرويجية. تكتب في صحيفة داغ أوغ تيد منذ كانون الثاني (يناير) 2013.

## نشأتها وحياتها الخاصة
ولدت أمل في المنطقة الشمالية في الصومال، وتيتّمت في سن الرابعة. كانت أمية عندما هاجرت إلى النرويج خلال برامج لم شمل الأسرة عندما كانت في الثالثة عشرة من عمرها وذلك عام 1996، بعد أن عاشت لمدة سبعة سنوات متشردة في الشوارع. كافحت في البداية للتأقلم مع ثقافة أخرى، ومع حماية الطفل والخدمات العامة الأخرى، حيث كانت تدّعي أنها لم تكن قادرة على مساعدتها. انتهى بها الأمر بالاختلاط في بيئة المخدرات في غروندلاند في أوسلو، وعاشت في شوارع المدينة نفسها.
أما اليوم فهي صاحبة عمل، وتعمل كمترجمة فورية للشرطة وفي المدارس، ومستشارة ومحاضِرة في البلديات. وهي أم لتوأمين، وتعيش منذ عام 2002 في مدينة هونفوس.

## المهنة ككاتبة
نشرت أمل أول كتبها عام 2008، ونشرت بعد ذلك العديد من الكتب. حازت على العديد من الجوائز كان أولها عام 2010 حيث حازت جائزة زولا-بريزون (وهي جائزة نرويجية سميت على اسم الكاتب والمفكر الفرنسي إميل زولا) لعملها في قضايا الهجرة والاندماج.

## تكريمات
- جائزة منظمة العفو الدولية النرويج، 2013
- جائزة إيريك باي التذكارية، 2014
- جائزة غينا كروغ للجمعية النرويجية لحقوق المرأة، 2016[4]

## مؤلفاتها
ألّفت أمل عدة كتب، منها:
- Se oss: bekymringsmelding fra en ung norsksomalisk kvinne. Aschehoug (2008)
- ABC i integrering: 111 gode råd om hvordan alle kan bli fullverdige borgere i det norske samfunnet. Aschehoug (2009)
- Min drøm om frihet: En selvbiografisk fortelling. Aschehoug (2009)

## وصلات خارجية
- أمل أدين على موقع IMDb (الإنجليزية)

- الموقع الشخصي